# 圣叙尔皮斯-德鲁马尼亚克
圣叙尔皮斯-德鲁马尼亚克（法語：Saint-Sulpice-de-Roumagnac，法語發音：[sɛ̃ sylpis də ʁumaɲak]）是法国多尔多涅省的一个市镇，位于该省中西部，属于佩里格区。该市镇总面积10.7平方公里，2009年时的人口为214人。

## 人口
圣叙尔皮斯-德鲁马尼亚克人口变化图示